# Lietuvos krepšinio lyga 2024-2025
La Lietuvos krepšinio lyga 2024-2025, chiamata per ragioni di sponsorizzazione Betsafe-LKL, è la 32ª edizione del massimo campionato lituano di pallacanestro maschile.

## Squadre
Alla stagione 2024-25 hanno partecipato 10 squadre. Nonostante l'annuncio che nessuna squadra sarebbe retrocessa dopo la stagione 2023-24 a causa del fallimento del Gargždai, gli ultimi classificati, il Pieno žvaigždės, decisero di ritirarsi dal campionato a causa delle difficoltà nel soddisfare i requisiti di bilancio del campionato.
A causa del numero ridotto di squadre, il formato del campionato venne modificato, mantenendo lo stesso formato della stagione 2020-21, in cui 10 squadre si sono affrontate 4 volte e le migliori 8 squadre accedevano ai playoff.
| Squadra           | Stagione | Città     | Palazzetto                            | Stagione precedente                               |
| ----------------- | -------- | --------- | ------------------------------------- | ------------------------------------------------- |
| Lietkabelis       | dettagli | Panevėžys | Kalnapilio Arena                      | 5ª in Lietuvos krepšinio lyga                     |
| Jonava            | dettagli | Jonava    | Jonava Arena                          | 7ª in Lietuvos krepšinio lyga                     |
| Mažeikiai         | dettagli | Telšiai   | Telšiai sports arena                  | 8ª in Lietuvos krepšinio lyga                     |
| Neptūnas Klaipėda | dettagli | Klaipėda  | Švyturio Arena                        | 6ª in Lietuvos krepšinio lyga                     |
| Nevėžis           | dettagli | Kėdainiai | Kėdainiai Arena                       | 9ª in Lietuvos krepšinio lyga                     |
| Rytas Vilnius     | dettagli | Vilnius   | Jeep Arena (LKL) Twinsbet Arena (BCL) | 2ª in Lietuvos krepšinio lyga, campione in carica |
| Šiauliai          | dettagli | Šiauliai  | Šiaulių Arena                         | 10ª in Lietuvos krepšinio lyga                    |
| Juventus Utena    | dettagli | Utena     | Utena Arena                           | 4ª in Lietuvos krepšinio lyga                     |
| Wolves            | dettagli | Vilnius   | Twinsbet Arena                        | 3ª in Lietuvos krepšinio lyga                     |
| Žalgiris Kaunas   | dettagli | Kaunas    | Žalgirio Arena                        | 1ª in Lietuvos krepšinio lyga                     |

### Allenatori e primatisti
| Squadra           | Allenatore           | Capitano            |
| ----------------- | -------------------- | ------------------- |
| Šiauliai          | Darius Pakamanis     | Saulius Kulvietis   |
| Neptūnas Klaipėda | Vidas Ginevičius     | Deividas Gailius    |
| Nevėžis           | Gediminas Petrauskas | Ignas Vaitkus       |
| Mažeikiai         | Marius Kiltinavičius | Donatas Sabeckis    |
| Žalgiris Kaunas   | Andrea Trinchieri    | Edgaras Ulanovas    |
| Lietkabelis       | Nenad Čanak          | Vytenis Lipkevičius |
| Jonava            | Mantas Šernius       | Aurimas Majauskas   |
| Rytas Vilnius     | Giedrius Žibėnas     | Margiris Normantas  |
| Wolves            | Alessandro Magro     | Regimantas Miniotas |
| Juventus Utena    | Kęstutis Kemzūra     | Žygimantas Skučas   |

## Stagione regolare

### Classifica
Aggiornata al 21 maggio 2025.
|  | Pos. | Squadra           | G  | V  | P  | PtF  | PtS  | Diff. | SD  |
|  | ---- | ----------------- | -- | -- | -- | ---- | ---- | ----- | --- |
|  | 1.   | Žalgiris Kaunas   | 36 | 34 | 2  | 3286 | 2644 | +642  |     |
|  | 2.   | Rytas Vilnius     | 36 | 29 | 7  | 3350 | 3033 | +317  |     |
|  | 3.   | Lietkabelis       | 36 | 20 | 16 | 3006 | 2921 | +85   | 4-0 |
|  | 4.   | Wolves            | 36 | 20 | 16 | 3253 | 3209 | +44   | 0-4 |
|  | 5.   | Jonava            | 36 | 19 | 17 | 3221 | 3240 | −19   |     |
|  | 6.   | Juventus Utena    | 36 | 16 | 20 | 3073 | 3157 | −84   |     |
|  | 7.   | Šiauliai          | 36 | 14 | 22 | 3267 | 3417 | −150  | 4-0 |
|  | 8.   | Neptūnas Klaipėda | 36 | 14 | 22 | 3050 | 3186 | −136  | 0-4 |
|  | 9.   | Nevėžis           | 36 | 11 | 25 | 3268 | 3267 | +1    |     |
|  | 10.  | Mažeikiai         | 36 | 3  | 33 | 2845 | 3545 | −700  |     |

      Campione di Lituania.
      Ammesse ai playoff scudetto.
  Vincitrice della Karaliaus Mindaugo taurė.

## Play-off
|  | Quarti di finale | Quarti di finale  | Quarti di finale  | Quarti di finale  | Quarti di finale  | Quarti di finale | Quarti di finale |  |  | Semifinali      | Semifinali      | Semifinali      | Semifinali      | Semifinali | Semifinali | Semifinali |    |    | Finale          | Finale          | Finale          | Finale          | Finale          | Finale          | Finale          |  |
|  |                  |                   |                   |                   |                   |                  |                  |  |  |                 |                 |                 |                 |            |            |            |    |    |                 |                 |                 |                 |                 |                 |                 |  |
|  | 1                | Žalgiris Kaunas   | Žalgiris Kaunas   | Žalgiris Kaunas   | Žalgiris Kaunas   | 88               | 98               |  |  |                 |                 |                 |                 |            |            |            |    |    |                 |                 |                 |                 |                 |                 |                 |  |
|  | 8                | Neptūnas Klaipėda | Neptūnas Klaipėda | Neptūnas Klaipėda | Neptūnas Klaipėda | 75               | 70               |  |  | Žalgiris Kaunas | Žalgiris Kaunas | Žalgiris Kaunas | Žalgiris Kaunas | 73         | 98         | 86         |    |    |                 |                 |                 |                 |                 |                 |                 |  |
|  | 4                | Wolves            | Wolves            | Wolves            | Wolves            | 102              | 98               |  |  | Jonava          | Jonava          | Jonava          | Jonava          | 61         | 74         | 78         |    |    |                 |                 |                 |                 |                 |                 |                 |  |
|  | 5                | Jonava            | Jonava            | Jonava            | Jonava            | 103              | 102              |  |  |                 |                 |                 |                 |            |            |            |    |    | Žalgiris Kaunas | Žalgiris Kaunas | 89              | 83              | 80              | 84              | 76              |  |
|  | 2                | Rytas Vilnius     | Rytas Vilnius     | Rytas Vilnius     | Rytas Vilnius     | 127              | 110              |  |  |                 |                 | Rytas Vilnius   | Rytas Vilnius   | 97         | 79         | 86         | 83 | 69 |                 |                 |                 |                 |                 |                 |                 |  |
|  | 7                | Šiauliai          | Šiauliai          | Šiauliai          | Šiauliai          | 81               | 84               |  |  | Rytas Vilnius   | Rytas Vilnius   | 86              | 73              | 87         | 76         | 94         |    |    |                 |                 |                 |                 |                 |                 |                 |  |
|  | 3                | Lietkabelis       | Lietkabelis       | Lietkabelis       | Lietkabelis       | 83               | 93               |  |  | Lietkabelis     | Lietkabelis     | 82              | 76              | 86         | 87         | 70         |    |    |                 |                 |                 |                 |                 |                 |                 |  |
|  | 6                | Juventus Utena    | Juventus Utena    | Juventus Utena    | Juventus Utena    | 77               | 90               |  |  |                 |                 |                 |                 |            |            |            |    |    | Finale 3º posto | Finale 3º posto | Finale 3º posto | Finale 3º posto | Finale 3º posto | Finale 3º posto | Finale 3º posto |  |
|  |                  |                   |                   |                   |                   |                  |                  |  |  |                 |                 |                 |                 |            |            |            |    |    |                 |                 |                 |                 |                 |                 |                 |  |
|  |                  |                   |                   |                   |                   |                  |                  |  |  |                 |                 |                 |                 |            |            |            |    |    | Lietkabelis     | Lietkabelis     | Lietkabelis     | 83              | 104             | 93              | 81              |  |
|  |                  |                   |                   |                   |                   |                  |                  |  |  |                 |                 |                 |                 |            |            |            |    |    | Jonava          | Jonava          | Jonava          | 90              | 85              | 78              | 73              |  |

## Premi e riconoscimenti
- Lietuvos krepšinio lyga MVP:  Anthony Cowan, Wolves
- LKL MVP finali:  Sylvain Francisco, Žalgiris Kaunas
- Lietuvos krepšinio lyga allenatore dell'anno:  Mantas Šernius, Juventus Utena
- Giocatore più migliorato:  Martynas Pacevičius, Jonava
- Quintetto ideale:
  -  Sylvain Francisco, Žalgiris Kaunas
  -  Brandon Childress, Jonava
  -  Mantas Rubštavičius, Lietkabelis
  -  Gytis Radzevičius, Rytas Vilnius
  -  Laurynas Birutis, Žalgiris Kaunas